# فیلترینگ یوتیوب
| در دسترس و دارای نسخه محلی در دسترس | در حال حاضر مسدود قبلاً مسدود |

نقشه نشان‌ دهنده میزان دسترسی به یوتیوب در جهان
در دسترس و دارای نسخه محلی
در دسترس
در حال حاضر مسدود
قبلاً مسدود

فیلترینگ یوتیوب در برخی کشورهای جهان به اجرا در آمده ‌است. این وبگاه از نظر الکسا، دومین وبگاه پربازدید دنیا به حساب می‌ آید. البته به راحتی میتوان با نصب یک فیلتر شکن (vpn) و تغییر آی پی با آن فیلتر یا سانسور را دور زد.

## کشورهای مسدود کننده
سطح دسترسی به یوتیوب در کشورهای زیر به‌طور دائم یا موقت مسدود شده‌است:
- ایران: در تاریخ ۳ دسامبر ۲۰۰۶، ایران به‌طور موقت سطح دسترسی به یوتیوب و چند وبگاه دیگر را مسدود کرد. گمان می‌رفت این مسدود کردن به دلیل رسوایی انتشار فیلم‌های جنسی در ایران باشد.[۱]  این وبگاه در ایران مدتی رفع فیلتر شد اما سرانجام به دلیل پخش ویدیوهای مربوط به اعتراضات مردم ایران به نتایج انتخابات ریاست جمهوری ۱۳۸۸ فیلتر شد . در شروع انتخابات ۲۰۲۰ آمریکا دسترسی ایرانیان به یوتیوب باز شد ولی مجدد یوتیوب در ایران مسدود شد . [۲]

- چین: یوتیوب در چین مسدود شده‌است.[۳]
- مراکش: یوتیوب در مراکش در سال ۲۰۰۸ فیلتر شد.[۴]
- تایلند: یوتیوب در تایلند بین سال‌های ۲۰۰۶ و ۲۰۰۷ به دلیل پخش فیلمی توهین‌آمیز نسبت به شاه بهومیبول آدولیادج مسدود شد.[۵][۶]
- ترکیه: دسترسی ترکیه به یوتیوب بین سال‌های ۲۰۰۸ و ۲۰۱۰ پس از جنجال بر سر فیلمی توهین‌آمیز نسبت به مصطفی کمال آتاترک مسدود شد. سرانجام یوتیوب در ترکیه در نوامبر ۲۰۱۰ رفع فیلتر شد.[۷][۸][۹]
- پاکستان: در تاریخ ۲۳ فوریه ۲۰۰۸ یوتیوب در پاکستان به دلیل توهین به دین اسلام، برای مثال نمایش کاریکاتورهای پیامبر اسلام در دانمارک، مسدود شد،[۱۰] اما پس از سه روز در تاریخ ۲۶ فوریه ۲۰۰۸ در پاکستان رفع فیلتر شد.[۱۱] در ماه مه ۲۰۱۰، پس از قرعه‌کشی در روز محمد، دوبارهٔ یوتیوب در پاکستان فیلتر شد.[۱۲]
- لیبی: در تاریخ ۲۴ ژانویه ۲۰۱۰ سطح دسترسی لیبی به یوتیوب پس از پخش فیلم تظاهرات در شهر بنغازی و نشان دادن خانواده‌های بازداشت شدگانی که در زندان ابوسلیم در سال ۱۹۹۶ کشته شدند و نیز فیلم‌هایی از اعضای خانوادهٔ معمر قذافی، رهبر لیبی، مسدود شد.[۱۳]
- برزیل: در ۶ ژانویه ۲۰۰۷، سه روز پس از انتشار فیلمی از مجری شناختهٔ شده برزیلی، دنیلا سیکاریلی (نامزد سابق رونالدو فوتبالیست برزیلی)، یوتیوب در برزیل فیلتر شد.[۱۴]
- امارات متحده عربی: یوتیوب در امارات متحده عربی از اوت تا اکتبر ۲۰۰۶ فیلتر بود.